# Thismia episcopalis
Thismia episcopalis là một loài thực vật có hoa trong họ Burmanniaceae. Loài này được (Becc.) F.Muell. miêu tả khoa học đầu tiên năm 1891.